# Mai 1956

## Évènements
- Mai à juin, Canada : débat houleux à la Chambre des communes concernant le pipeline trans-canadien
- Célébration en Inde du 2 500° anniversaire de la naissance du Bouddha. Le dalaï-lama est autorisé à se rendre en Inde pour la cérémonie. Il rencontre Nehru qui ne lui donne aucun soutien.

- 8 mai, France : 
  - Le gouvernement français décide le rappel de 50 000 réservistes. L’ensemble des troupes françaises en Algérie passe à 380 000 hommes.
  - La population européenne manifeste contre le nouveau ministre résident Robert Lacoste, jugé trop libéral.

- 13 mai : 
  - le ministre de l’Intérieur soviétique annonce la fin des déportations en Sibérie, sauf pour des délits politiques graves. Les camps de concentration seraient remplacés dans les 18 mois par des prisons et des camps de travail.
  - Formule 1 : Grand Prix automobile de Monaco.

- 14 mai : l'URSS annonce une réduction de ses effectifs militaires de 1,2 million d'hommes.

- 15 mai : premier vol de l'avion Dassault Super Mystère B2.

- 16 mai : visite du président Soekarno aux États-Unis.

- 19 mai : début de la grève des étudiants algériens[1] dans le contexte de la guerre d'Algérie.

- 21 mai : 
  - la firme Farbwerke Hoechts (RFA) commence à produire de l’eau lourde.
  - Un Boeing B-52 Stratofortress largue la première bombe à hydrogène américaine d'un avion sur l'atoll de Bikini.

- 22 mai : le secrétaire d’État américain John Dulles menace d’interrompre l’aide à la construction du barrage d’Assouan si le gouvernement égyptien accepte l’aide soviétique.
- 24 mai : Organisation du premier Concours Eurovision de la Chanson au Teatro Kursaal à Lugano, en Suisse.

- 26 mai[2] : visite de Nikita Khrouchtchev à Belgrade, suivie par un accord d’échanges culturels, un prêt soviétique de 84 millions de dollars et l’annulation de la dette de la Yougoslavie, qui s’élève à 90 millions de dollars.

- 27 mai : des milliers de suspects sont arrêtés dans la Casbah d'Alger.

- 28 mai
  - France : de graves affrontements ont lieu à la gare Saint-Lazare entre les forces de l’ordre et des manifestants opposés au départ des rappelés vers l’Algérie. Des incidents similaires se sont déroulés pendant tout le mois dans d’autres gares françaises.
  - Pondichéry est intégrée à l’Inde[3].

- 29 - 30 mai : la Conférence de Venise permet d'ouvrir des négociations en vue de la création de la CEE et d'Euratom. Second rapport Spaak, préconisant la création de la CEE et d'Euratom.

- 30 mai : 
  - 500 miles d'Indianapolis.

## Naissances
- 4 mai : Michael L. Gernhardt, astronaute américain.
- 7 mai : Jean Lapierre, politicien et animateur de télévision canadien.
- 9 mai : 
  - Mary Mapes, journaliste américaine.
  - Wendy Crewson, actrice et productrice canadienne.
- 13 mai :
  - Nasser Fakouhi, anthropologue, écrivain et traducteur iranien.
  - Alexandr Kaleri, cosmonaute russe.
  - Christine Bravo, animatrice de télévision et de radio française.
- 17 mai :
  - Bob Saget, humoriste américain († 9 janvier 2022).
  - Barbara Szlachetka, athlète polonaise.
- 18 mai : Gisèle Pineau, femme de lettres française.
- 19 mai : James Gosling, informaticien canadien.
- 20 mai :
  - Marc Alfos, acteur français spécialisé dans le doublage († 3 août 2012).
  - Alireza Avayi, homme politique iranien.
- 23 mai : Antoinette Batumubwira, femme politique burundaise.
- 26 mai : Claude Drouin, homme politique canadien.
- 27 mai : Giuseppe Tornatore, scénariste et réalisateur italien.
- 30 mai : David Sassoli, journaliste et homme politique italien († 11 janvier 2022).

## Décès
- 13 mai : Alexandre Fadeïev, romancier russe (° 1901).